# Piet Gunning
Pieter "Piet" Adriaan Gunning (Hoogkerk, 5 luglio 1913 – Bloemendaal, 23 maggio 1967) è stato un hockeista su prato olandese, vincitore della medaglia di bronzo olimpica a Berlino 1936, giocando tutti e cinque gli incontri come attaccante.

## Palmarès

### Giochi olimpici
- 1 medaglia:
  - 1 bronzo (Berlino 1936)